# August Grahl

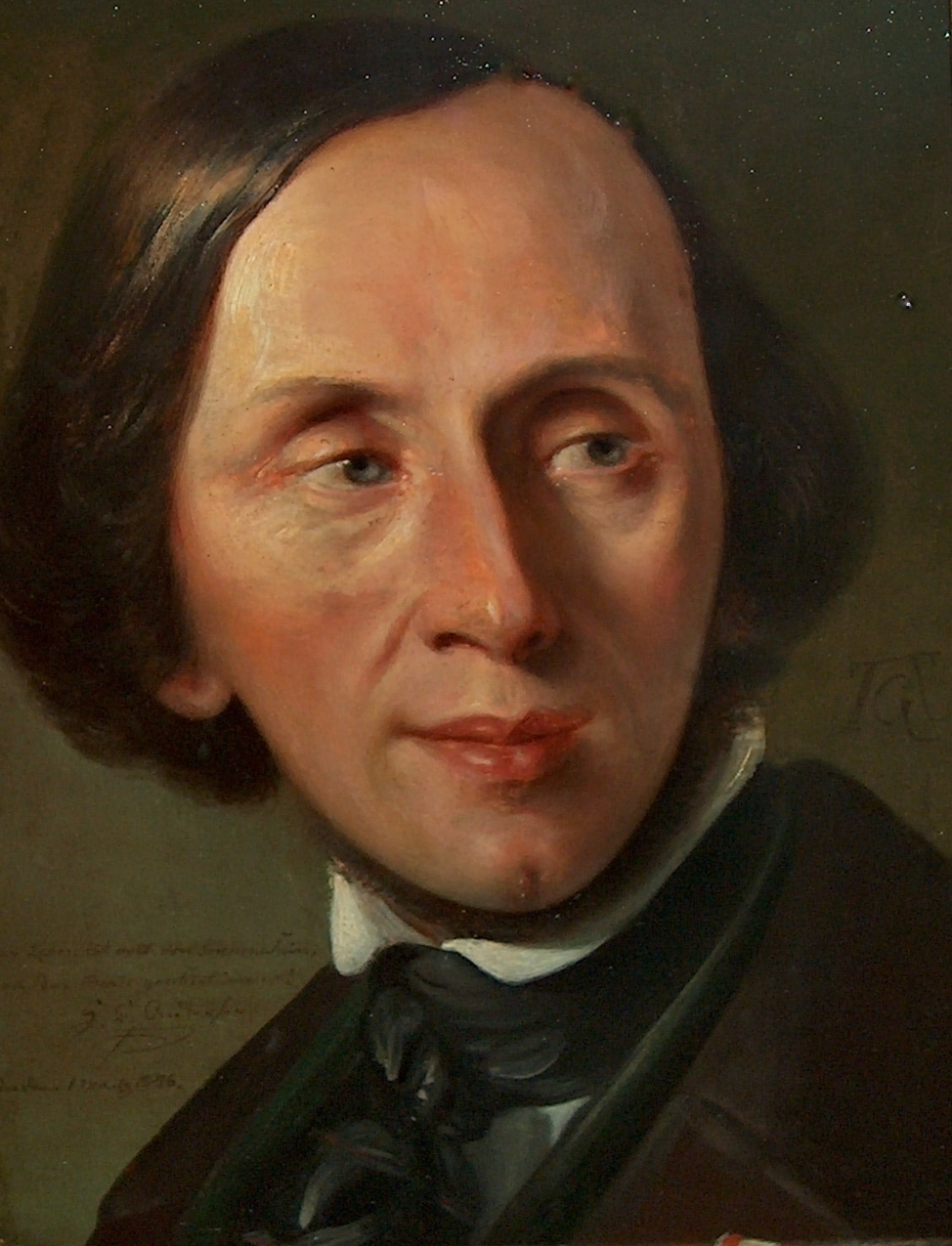
Portrait de Hans Christian Andersen en 1846.

August Grahl, né le 26 mai 1791 à Göhren-Lebbin et mort le 13 juin 1868 à Dresde, est un peintre portraitiste et un miniaturiste allemand.

## Biographie
Il est le fils du bijoutier de la cour des Hohenzollern. De 1811 à 1813, il étudie à l'université des arts de Berlin. ll quitte l'école pour rejoindre les Hussards Noirs de Ludwig Adolf Wilhelm von Lützow et combat dans la guerre de Libération. Il prend sa retraite avec une commission
Son premier succès arrive en 1816, avec un portrait du Roi Friedrich Wilhelm III. En 1817/18, il entreprend un voyage en Italie, à Rome, Florence, Venise et Bologne. Après la mort de sa femme en 1821, après seulement deux ans de mariage, il commença à voyager beaucoup plus longtemps, jusqu'à Rome où il vécut jusqu'en 1830 au Palais Caffarelli. C'est là qu'il rencontre sa seconde femme, la fille d'un riche banquier de Königsberg. Il passe 1831 en Angleterre, où il peint un portrait de la Reine Adélaïde, qui sera ensuite gravé par Samuel William Reynolds. En 1832, il retourne en Allemagne pour se marier et s'installe à Dresde en 1835, où il reste à l'exception d'une brève période de 1853 à 1855, où il retourne à Rome pour s'occuper de son gendre, le peintre Alfred Rethel, qui souffrait d'une grave dépression
Il est probablement surtout connu pour son portrait de Hans Christian Andersen, qui est exposée au musée d'Andersen à Odense. Un autre ouvrage familier est son portrait de Gabriele von Bülow, la fille de Wilhelm von Humboldt. Il est aussi un grand collectionneur d'art, possédant une grande sélection de peintures et de lithographies italiennes. Presque toutes ses figurines sont encore privées.